# Голокам'янка
Голока́м'янка (до 1946 року - Кам'янка Гола) — село в Україні, у Львівському районі Львівської області. Населення становить 344 особи. Орган місцевого самоврядування - Рава-Руська міська рада.

## Історія
До середини XIX ст. Голокам'янка входила до складу присілку Голе Кам'янецьке села Кам'янки-Волоської. Складається з таких частин: Гринчуки, Пуні, Жигайли.

## Населення

### Мова
Розподіл населення за рідною мовою за даними перепису 2001 року:
| Мова       | Кількість | Відсоток |
| ---------- | --------- | -------- |
| українська | 344       | 100%     |